# Das letzte Einhorn (Zeichentrickfilm)
Das letzte Einhorn (Originaltitel: The Last Unicorn) ist ein Zeichentrickfilm von Jules Bass und Arthur Rankin Jr. aus dem Jahr 1982 nach dem gleichnamigen Roman von Peter S. Beagle.

## Handlung
Nachdem zwei Jäger in den immergrünen Wald des Einhorns gekommen sind, in dem es nie Herbst wird oder Schnee fällt, stellt der ältere der beiden fest, dass sie auf Grund der Anwesenheit eines Einhorns dort niemals etwas erjagen werden. Das Einhorn belauscht ihn, als er in den Wald ruft, dass es bleiben solle, wo es sei und auf seinen Wald acht geben solle, da es das letzte seiner Art sei.
Als dann ein Schmetterling Geschichten und Lieder vorträgt, fragt ihn das Einhorn, ob er andere wie es gesehen habe. Daraufhin erzählt er ihm, dass sie vor langer Zeit verschwanden, gejagt vom roten Stier.
Das Einhorn macht sich auf den Weg, diesen Stier und die anderen Einhörner zu finden. Unterwegs wird es im Schlaf von der Hexe Mommy Fortuna und ihrem Kuriositätenzirkus gefunden. Sie erkennt es, im Gegensatz zu den meisten Menschen, sofort als Einhorn und belegt es mit einem Bann. So fängt sie es und stellt es mit einem extra für die Zuschauer angebrachten, für alle sichtbaren Horn aus. Ihr Mitarbeiter, der unbegabte Zauberer Schmendrick, erkennt es jedoch ebenfalls und befreit es in einem günstigen Augenblick. Als es aus dem Käfig springt, fällt auch der Bann und somit das zweite Horn von ihm ab. Es lässt alle anderen Tiere frei, auch eine echte Harpyie. Diese tötet Mommy Fortuna und ihren Mitarbeiter Rukh, während das Einhorn und Schmendrick sich davonschleichen.
Auf ihrem weiteren Weg wird Schmendrick von Räubern gefangen genommen. Durch einen eher ungeplanten Zauber von Schmendrick verlassen alle Räuber das Lager und er kann entkommen. Doch die Räuberbraut Molly Grue ist geblieben und entdeckt das Einhorn an seiner Seite. Sie erkennt es als Einhorn und beschließt, mit ihnen zu gehen. Sie weiß auch, wo man angeblich König Haggard, der der Herr des Roten Stiers sein soll, finden kann.
Kurz vor der Burg des Königs, die auf einer Klippe steht, schlagen sie ihr Nachtlager auf, doch der rote Stier findet das letzte Einhorn und jagt es. Wieder nutzt Schmendrick seine Magie und befiehlt dieser zu tun, was sie will. So wird das Einhorn in ein Wesen verwandelt, welches den Stier nicht interessiert: einen Menschen. Sie setzen ihren Weg zu König Haggard fort und erzählen ihm, es sei eine Verwandte von Schmendrick mit Namen Lady Amalthea. Er zweifelt, spürt er doch, dass sie mehr ist.
Er gibt Schmendrick und Molly eine Beschäftigung in seinem Haus. Während ihrer Tätigkeit dort forschen sie, wie sie zum roten Stier gelangen können. Während Haggards Adoptivsohn Lír sich in Lady Amalthea verliebt und alles tut, um ihr zu imponieren, wird diese nach und nach immer mehr zu einem Menschen, bis sie sich schließlich in Prinz Lír verliebt und nun für immer Mensch bleiben möchte, da sie so etwas wie Liebe nie gekannt hat. Die Katze des Hauses gibt schließlich den entscheidenden Tipp, ein Gerippe im Keller zu überlisten, um durch eine Zauberuhr in die Höhle des roten Stiers zu gelangen. Der rote Stier entdeckt sie in seiner Höhle und erkennt nun auch, dass Lady Amalthea ein Einhorn ist. Er jagt sie und die anderen. Als sie plötzlich stolpert, sieht Schmendrick als einzige Rettungsmöglichkeit ihre Rückverwandlung. Er nutzt diesmal bewusst seine Magie und wird dadurch ein wirklicher Zauberer, wie er es sich immer gewünscht hat.
Das Einhorn und seine Begleiter fliehen aus der Höhle und der rote Stier stellt sie am Strand unterhalb der Burg. Er jagt das Einhorn, das sich anscheinend nicht wehren will und aufgegeben hat, am Strand entlang, als Prinz Lír beschließt, es zu retten. Er stellt sich dem roten Stier entgegen, stirbt aber fast sofort durch dessen Angriff. Dieser Schock bringt das Einhorn dazu, gegen den roten Stier anzutreten. Es treibt ihn immer weiter ins Meer, was die gefangenen Einhörner, die bis dahin nur unter dem Fenster von König Haggard zu sehen gewesen sind, beobachten. Erst als der rote Stier aufgibt und in den Wellen verschwindet, trauen sich sämtliche Einhörner, von den Wellen auf den Strand zu springen und zurück zu ihren Wäldern zu laufen. Das Getrommel der riesigen Masse an Einhörnern und wahrscheinlich auch das Verschwinden des roten Stiers und dessen Magie bringt die Burg zum Einsturz. Dabei stürzt auch König Haggard in den Tod. Währenddessen berührt das Einhorn mit der Spitze seines Horns den Mund des Prinzen, woraufhin er wieder zum Leben erwacht. Dann geht es davon.
Schmendrick und Molly reiten gemeinsam mit Prinz Lír und verabschieden sich dann von ihm. In der Nacht kommt das Einhorn noch einmal zu Schmendrick und erklärt ihm, dass es nun zurückkehren müsse, aber auch, dass es Angst davor habe, denn es hat Liebe empfunden und Leid. Als einziges Einhorn der Welt tue es das noch immer. Dann macht es sich auf den Rückweg zu seinem Wald, wo es erwartet wird.

## Charaktere
Das Einhorn lebt zunächst einsam, aber zufrieden in seinem Wald. Wie alle Einhörner kennt es nur die Gefühle Freude, Glück und (wenn auch selten) Angst. Aber als es erfährt, dass es das letzte seiner Art sei, zieht es in die Welt, um die anderen zu finden. Als Lady Amalthea verliebt es sich in Prinz Lír, was es auch später als Einhorn nicht vergisst. Anders als alle anderen Einhörner ist es ab diesem Zeitpunkt dann auch fähig, Trauer zu empfinden – Trauer über den Verlust.
Schmendrick ist zunächst ein erfolgloser Zauberer, der mit dem Zirkus von Mommy Fortuna umherreist. Er erkennt das Einhorn, verbirgt dies jedoch vor Mommy Fortuna, um es zu schützen. Sein einziger Wunsch ist es, ein fähiger Zauberer zu werden, darum befreit er das Einhorn. Im Laufe der Geschichte entwickelt er immer mehr Fähigkeiten echter Magie.
Molly Grue trifft Schmendrick und das Einhorn, während sie für die Räuber von Captain Cully arbeitet. Sie hat als Kind schon von Einhörnern geträumt und sich aus romantischen Überlegungen den Räubern angeschlossen, als diese Hoffnungen zerstört wurden.
König Haggard hat einmal zwei Einhörner gesehen, was ihn so berührt hat, dass er sie für immer für sich haben wollte. Deshalb ließ er den roten Stier – einen Flammenstier – alle Einhörner ins Meer treiben. Er versucht beispielsweise, durch die Adoption Lírs oder durch das Fangen der Einhörner Sinn und Freude in sein Leben zu bringen, was ihm aber nicht gelingt. Haggard steht im Englischen für ‚ausgezehrt‘ oder ‚verhärmt‘.
Lír wurde als Baby ausgesetzt, von Haggard gefunden und adoptiert. Er ist der Inbegriff eines Heldenprinzen, der Monster und Drachen bekämpft und sein Leben Mut und Ehre widmet. Deswegen opfert er auch seine Liebe zu Amalthea einem höheren Ziel.
Mabruk ist ein mächtiger Zauberer, der König Haggard als Hofmagier dient. Möglicherweise war er es, der den roten Stier beschworen hat.  Als er gegen Schmendrick, das glücklose Wunder, ausgetauscht werden soll, reagiert er zunächst wütend. Doch als er erkennt, dass Haggard ein Einhorn in seine Burg eingelassen hat, lässt er das Schicksal seinen Lauf nehmen.
Mommy Fortuna ist eine alte Hexe, die ihre dunkle Magie benutzt, um Tiere für ihren Karneval in Kuriositäten zu verwandeln. Auf ihre Macht und besonders die von ihr gefangene Harpyie ist sie sehr stolz, auch wenn sie (wie auch Rukh) letztendlich von ihr getötet wird.
Rukh ist der Handlanger von Mommy Fortuna. Er bemerkt, dass Schmendrick das Einhorn befreit hat und ist der einzige in der Mitternachtsmenagerie, der das Einhorn wirklich für eine Stute hält. Auch er wird von der Harpyie getötet.
Der rote Stier ist ein riesiger Flammenstier, der unter Haggards Befehl steht. Haggard hat ihm befohlen, alle Einhörner ins Meer zu treiben. Doch das letzte Einhorn kann ihm durch eine Verwandlung in eine Frau entfliehen, treibt ihn jedoch am Ende in seiner wahren Gestalt selbst ins Meer. So können die Einhörner befreit werden.

## Synchronisation
Die Synchronisation wurde von der Berliner Synchron GmbH Wenzel Lüdecke in Auftrag gegeben, die Dialogregie führte Joachim Kunzendorf.
| Rolle                 | Originalsprecher  | Deutscher Sprecher  |
| --------------------- | ----------------- | ------------------- |
| Einhorn/Lady Amalthea | Mia Farrow        | Traudel Haas        |
| Zauberer Schmendrick  | Alan Arkin        | Torsten Sense       |
| Molly Grue            | Tammy Grimes      | Barbara Ratthey     |
| König Haggard         | Christopher Lee   | Christopher Lee     |
| Prinz Lír             | Jeff Bridges      | Joachim Tennstedt   |
| Schmetterling         | Robert Klein      | Frank Zander        |
| Skelettschädel        | René Auberjonois  | Wolfgang Spier      |
| Hexe Mommy Fortuna    | Angela Lansbury   | Tilly Lauenstein    |
| Ruhk                  | Brother Theodore  | Melvin Quinones     |
| Captain Cully         | Keenan Wynn       | Gerd Duwner         |
| Die Weide             | Nellie Bellflower | Evelyn Künneke      |
| Mabruk                | Paul Frees        | Kurt Waitzmann      |
| Katze                 | Don Messick       | Arnold Marquis      |
| Harpye Caelano        | Keenan Wynn       | Lothar Köster       |
| Alter Reiter          | Ed Peck           | Heinz-Theo Branding |
| Junger Reiter         | Kenneth Jennings  | Frank Glaubrecht    |

## Sonstiges
- Animiert wurde der Film, wie auch andere Werke von Rankin und Bass, durch das japanische Studio Topcraft, aus dem später Studio Ghibli hervorging.[2]
- Der von Jimmy Webb komponierte Soundtrack The last Unicorn bescherte der Band America ein erfolgreiches Comeback.
- Erstaufführung in Deutschland war der 21. Oktober 1983.
- Der Film wurde erstmals am 7. November 2001 auf DVD und schließlich am 1. Dezember 2011 auf Blu-ray Disc veröffentlicht. Etwa ein Jahr darauf, am 7. November 2012, erschien Das letzte Einhorn in 2D und 3D zum 30. Jubiläum auf einer Blu-ray-Disc.
- Die Originalgeschichte des Buches beinhaltet noch einige Nebenstränge, welche im Film nicht angesprochen werden. So gibt es dort ein Dorf vor dem Schloss und eine Erklärung, warum das Schloss, der Stier, Haggard und die anderen Charaktere sind, wie sie sind. Der Film erzählt jedoch nur den Hauptstrang der Geschichte und hält sich dabei, besonders bei den Dialogen, fast wortgetreu an das Buch. Allerdings wurden zahlreiche wichtige Szenen des Buches im Film nicht verwendet. So erfährt man im Film nicht, dass Schmendrick auch unsterblich ist, da ihn sein Meister mit einem Fluch belegt hat, der ihn nicht altern lässt, bis er seine wahre Bestimmung gefunden hat. Einige Szenen wurden auch komplett verändert. So wird Schmendrick im Film in einem Wald von den Räubern entführt, während das Einhorn sich hinter einem Gebüsch versteckt. Im Buch kommen Schmendrick und das Einhorn stattdessen in ein Dorf, in das später auch Jack Jingly kommt, um dem Bürgermeister Tribut zu zahlen. Schmendrick wird entführt, nachdem er Jack Jingly mit einem Zaubertrick hereinlegen wollte.

## Rezensionen
„Ein literarisch anspruchsvolles, aber reichlich kitschiges Zeichentrick-Märchen, das dem Wunsch nach einer Herrschaft der Poesie und dem Sieg des Schönen über Gewalt und Zerstörung Ausdruck verleiht. Tricktechnisch auf biederstem Fernseh-Niveau.“

„Technisch bewegt sich der Film weit unterhalb der Ebene beispielsweise eines ‚The Secret of NIMH‘. Seine Animation ist flach und detailarm, Lester Abrams’ Charakterdesign des Einhorns sowie Jimmy Webbs Musik sind sehr verkitscht gehalten. Dafür ist die Story für ein Fantasy-Epos erstaunlich intelligent und symbolträchtig. […] Bemerkenswert wird ‚The Last Unicorn‘ schließlich dadurch, dass der Kampf zwischen Phantasie und Phantasielosigkeit nicht auf einen platten, schwarz-weiß gezeichneten Gut/Böse-Konflikt reduziert wird.“

„Der Sieg des Wahren, Guten und Schönen über die Gewalt und das Böse – in diesem Falle eine rührselig verschnulzte Fantasy-Fabel mit allen Klischees. Fazit: Viel Kitsch in eher mageren Bildern“